# پلیس زمان ۲
پلیس زمان ۲: تصمیم برلین (به انگلیسی: Timecop 2: The Berlin Decision) یک فیلم اکشن و علمی تخیلی آمریکایی محصول سال ۲۰۰۳ به کارگردانی استیو بویام با بازی جیسون اسکات لی و توماس ایان گریفیت است. که دنباله‌ای بر فیلم پلیس زمان محصول سال ۱۹۹۴ با بازی ژان-کلود ون دام محسوب می‌شود. این فیلم در تاریخ ۳۰ سپتامبر ۲۰۰۴ به صورت فیلم ویدئویی در آمریکا منتشر شد.

## داستان
در این فیلم شخصیت‌های جدیدی معرفی می‌شود. بیست و یک سال پس از ماجراهای فیلم قبلی (پلیس زمان ۱) اتفاق می‌افتد. در سال ۲۰۲۵، فناوری سفر در زمان پیشرفت چشمگیری داشته‌است. کمیسیون اجرای زمان (TEC)، آژانس نظارت بر سفر در زمان، همچنان گذشته را ایمن نگه می‌دارد و پس از وقایع فیلم قبلی، انجمن اصالت تاریخی بنام (SHA) تأسیس می‌شود تا اطمینان حاصل شود که پرسنل TEC تاریخ را تغییر نمی‌دهند. با این حال، رهبر انجمن، براندون میلر، معتقد است که او مسئولیت تغییر تاریخ را بر اساس «الزام اخلاقی به اصلاح اشتباهات گذشته» دارد و قصد دارد این کار را با بازگشت به برلین در سال ۱۹۴۰ و کشتن آدولف هیتلر انجام دهد. مأمور TEC، رایان چانگ به گذشته فرستاده می‌شود تا او را متوقف کند، میلر به جرم تلاش برای تغییر تاریخ در ندامتگاه جهانی زندانی شده است و رایان چانگ دستگیری دوستان نزدیک براندون میلر (رهبر انجمن) را آغاز می‌کند. 